# ドラゴン・スレイヤー 炎の竜と氷の竜
『ドラゴン・スレイヤー 炎の竜と氷の竜』（ドラゴン・スレイヤー ほのおのりゅうとこおりのりゅう、原題：Fire and Ice: The Dragon Chronicles）は、2008年9月18日にアメリカ合衆国より公開されたルーマニアの映画作品。炎の竜と氷の竜と人間との戦いを描いたアクション・ファンタジー作品。低予算のファンタジー作品で、ピトフ監督、エイミー・アッカー、トム・ウィズダムとジョン・リス＝デイヴィスが主演を担当する。
日本では劇場未公開。2009年5月2日にトランスフォーマーよりDVD（TMSS-129）が発売されている。

## キャスト
- 王女ルイサ - エイミー・アッカー
- ガブリエル - トム・ウィズダム
- サンギメル - ジョン・リス＝デイヴィス
- 国王アウグスティン - アーノルド・ヴォスルー
- 女王レミニ - ワーナ・ペリーア
- 国王クイロク - オヴィデュー・ニクレスク

## スタッフ
- 監督：ピトフ
- 製作：アンドレイ・ボンセア、ミケーレ・グレコ
- 製作総指揮：アンジェラ・マンキューソ、アルマ・サルブ
- 脚本：マイケル・コニーヴェス、アンジェラ・マンキューソ
- 撮影：エマニュエル・カドッシュ
- 音楽：プーパイ・ニューマン、ロレダナ・グローザ
- 編集：エヴァン・ジェイコブズ
- 特殊効果：エイドリアン・ポペスク
- 視覚効果：エヴァン・ジェイコブス